# بانک جامائیکا
بانک جامائیکا (انگلیسی: Bank of Jamaica) بانک مرکزی جامائیکا است، که در سال ۱۹۶۱ تأسیس شد.